# Max Schulze (Maler)
Max Schulze (* 1977 in Herdecke) ist ein deutscher Künstler.

## Leben und Werk
Max Schulze studierte von 1999 bis 2005 freie Kunst/Malerei an der Kunstakademie Düsseldorf. 2004 wurde er Meisterschüler von Jörg Immendorff. Schulze ist Mitherausgeber des Kunstmagazins schwarzweiss-eins/-zwei/-drei/-vier in Düsseldorf.
In seiner Arbeit beschäftigt er sich mit der künstlerischen Erweiterung malerischer Praxis. Max Schulze ist einer der beiden Söhne des Malers Memphis Schulze. Er lebt und arbeitet in Düsseldorf.

## Einzelausstellungen (Auswahl)
- 2015: EPS, Förderpreis für Bildende Kunst der Stadt Düsseldorf, Kunstraum Düsseldorf, Düsseldorf
- 2014: Ministry of Planning, Museum Goch, Goch
- 2013: GOtTO JAGLA, Jagla, Köln (mit Philipp Schwalb)
- 2013: Demolish this Structure, Kunstverein Duisburg, Duisburg
- 2012: Friedrich Vordemberge Stipendium, BBK, Köln
- 2012: Radar R2026, The Store Front / Popps Packing, Detroit
- 2011: Nervöses Wohnen, Galerie Börgmann, Krefeld
- 2010: Unmarked State, Bonner Kunstverein, Bonn
- 2009: Die Erfindung falscher Tatsachen zur Schaffung wahrer Ereignisse, Galerie Eva Bracke, Berlin
- 2007: Blender, Galerie Eva Bracke, Berlin
- 2006: Wir haben schon genug Ärger, Acapulco, Düsseldorf
- 2005: Weltstoff, Galerie Conrads, Düsseldorf
- 1998: Garantiert Biologischer Anbau, Galerie Kiki Maier-Hahn, Düsseldorf

## Auszeichnungen (Auswahl)
- 2015: Förderpreis des Landes Nordrhein-Westfalen für junge Künstlerinnen und Künstler
- 2012: Reisestipendium Detroit des Ministeriums für Familie, Kinder, Jugend, Kultur und Sport des Landes Nordrhein-Westfalen
- 2012: Friedrich-Vordemberge-Stipendium Köln
- 2010: Kunststiftung NRW
- 2008: Schloss-Ringenberg-Stipendium (Artist in Residence)
- 2003: Cité Internationale des Arts Paris (Artist in Residence)